# Cantón de Roisel
El cantón de Roisel era una división administrativa francesa, que estaba situada en el departamento de Somme y la región de Picardía.

## Composición
El cantón estaba formado por veintidós comunas:
- Aizecourt-le-Bas
- Bernes
- Driencourt
- Épehy
- Fins
- Guyencourt-Saulcourt
- Hancourt
- Hervilly
- Hesbécourt
- Heudicourt
- Liéramont
- Longavesnes
- Marquaix
- Pœuilly
- Roisel
- Ronssoy
- Sorel
- Templeux-la-Fosse
- Templeux-le-Guérard
- Tincourt-Boucly
- Villers-Faucon
- Vraignes-en-Vermandois

## Supresión del cantón de Roisel
En aplicación del Decreto n.º 2014-263 de 26 de febrero de 2014, el cantón de Roisel fue suprimido el 22 de marzo de 2015 y sus 22 comunas pasaron a formar parte del nuevo cantón de Péronne.